# Cosima Wagnerová
Cosima Wagnerová (Wagner), rozená Francesca Gaetana Cosima de Flavigny, od roku 1844 Cosima Liszt(ová), později Cosima von Bülow (24. prosince 1837, Bellagio – 1. dubna 1930 Bayreuth) byla nemanželská dcera proslulého klavírního virtuóza a hudebního skladatele Franze Liszta a francouzské šlechtičny Marie d'Agoult. Nejprve byla provdána za klavíristu a dirigenta Hanse von Bülowa, ale později se stala slavnou jako druhá žena německého skladatele Richarda Wagnera, po jehož smrti vedla 32 let (do roku 1906) Hudební slavnosti v Bayreuthu.

## Dětství
Narodila se v hotelu dell'Angelo v obci Bellagio na břehu Komského jezera (Lago di Como) v dnešní Itálii, a to jako druhá nemanželská dcera francouzské hraběnky Marie d'Agoult a Franze Liszta. Narodila se 24. prosince (jak prokazuje křestní záznam v archivech Comské katedrály), ale narozeniny zpravidla slavila 25. prosince, což vedlo k mnoha omylům v jejích životopisech. Pojmenována byla po patronovi města sv. Kosmovi, na jehož svátek (26. září) slavívala i jmeniny.
Cosimini rodiče spolu nežili již od roku 1839 a definitivně se rozešli v květnu 1844. Cosima se sestrou Blandine a bratrem Danielem byli ponecháni v Paříži v péči Lisztovy matky Anny. Když však Liszt začal roku 1847 žít s kněžnou Carolyne zu Sayn-Wittgenstein, předala kněžna děti do péče své vlastní 72leté guvernantky, Madame Patersi de Fossombroni. Cosima pak svou matku Marii d'Agoult, která zahájila literární kariéru pod pseudonymem Daniel Stern, vídala jen zřídka, zatímco Liszt neustále cestoval po Evropě jako uctívaný klavírní virtuóz. Cosima a její sourozenci tak byli vychováni téměř jako sirotci: jednu dobu Liszt neviděl své děti po celých devět let. Uvažuje se o tom, že kněžna zu Sayn-Wittgenstein a Madame de Fossombroni značně ovlivnily vývoj Cosiminy osobnosti a vtiskly jí kázeň, poddajnost, zdrženlivost a představu života jako oběti. V říjnu 1853 – tehdy jí bylo necelých 16 let – se Cosima při jedné z Lisztových zastávek v Paříži poprvé setkala s Richardem Wagnerem. Marie von Hohenlohe, dcera kněžny Sayn-Wittgensteinové v Cosimině věku, ji tehdy popsala takto: „Nebohá Cosima [...] byla v nejhorším stadiu dospívání - vysoká a hranatá, bledá, se širokými ústy a dlouhým nosem, věrný obraz svého otce. Jen její dlouhé zlaté vlasy měly vzácný lesk a neobyčejnou krásu. A její ubohé dětské srdce překypovalo vší zuřivostí sopky. Temná vášeň a bezmezná marnivost jí proudily žilami.“

## Manželství s Hansem Bülowem

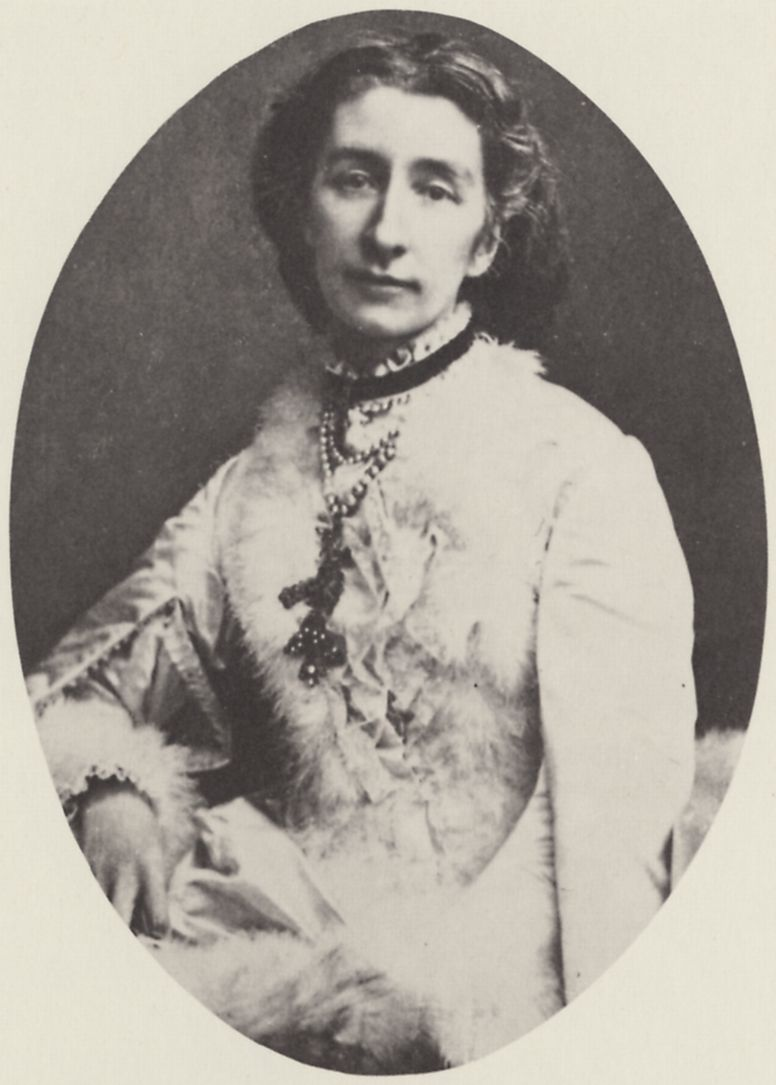
Cosima von Bülow

V roce 1855 Liszt rozhodl o povolání Cosimy z Paříže do Berlína, kde Cosima bydlela u rodiny von Bülow a začala mít hodiny hry na klavír s klavírním virtuózem, učitelem a dirigentem Hansem von Bülow, který byl jedním z Lisztových žáků od roku 1851. Když von Bülow omdlel po dirigování předehry k opeře Tannhäuser před nepřátelsky naladěným publikem v říjnu 1855, byla to Cosima, která jej ošetřovala. Po tomto zážitku oznámili své zasnoubení. Dne 18. srpna 1857 se Cosima vdala za Hanse Bülowa: jí bylo 20 let, jemu 27. Během svatební cesty po Evropě se zastavili v Curychu u Wagnera, který právě pracoval na Tristanovi a Isoldě. Wagner byl o 24 starší než Cosima a v té době dosud ženat s Minnou Planerovou. Tehdy se stali von Bülowovi svědky zhoršujících se vztahů Wagnera s jeho první ženou v důsledku skladatelova poměru s Mathildou Wesendonckovou.
V začátcích svého manželství s Hansem, v letech 1858 až 1862, si Cosima doma zřídila písárnu a přispívala do pařížské Revue germanique, což dokládá její literární ctižádost a poukazuje na její pozdější úlohu Wagnerovy písařky. Stala se také součástí berlínské vyšší společnosti, když organizovala večírky pro novináře, umělce a politiky, zatímco Hans byl po většinu roku na turné po Evropě.
Cosimino manželství nebylo šťastné. Hans byl uzavřená osobnost, oddanější jejímu otci Lisztovi než manželce samotné. Navíc musela Cosima řešit Hansovy deprese, úzkosti a chabé zdraví. V srpnu 1858 požádala syna jednoho z Wagnerových mecenášů, Karla Rittera (který byl sám uvězněn v manželství bez lásky), aby jí pomohl spáchat sebevraždu. Vyjeli na loďce na Ženevské jezero, kde Cosima prohlásila úmysl utopit se a ustoupila od něho, až když Ritter pohrozil, že ji bude následovat. Cosima byla také velmi zdrcena, když její mladší bratr Daniel zemřel na tuberkulózu v roce 1859 ve věku dvaceti let: ošetřovala ho během poslední fáze jeho nemoci, když se Cosimě brzy poté narodilo první dítě, pojmenovala je na jeho památku Daniela. Podobně i své druhé dítě, narozené roku 1863, pojmenovala po své nedlouho předtím zemřelé sestře Blandine.

## Richard Wagner
V listopadu 1863 navštívil Wagner Bülowa a Cosimu v Berlíně, kde měl Hans koncert. Zatímco byl von Bülow na zkoušce, Wagner a Cosima se vydali na projížďku Berlínem. Podle Wagnerovy autobiografie Mein Leben (kterou později nadiktoval Cosimě) si přitom vyznali lásku: „Ztichli jsme a žerty ustaly. Hleděli jsme si mlčky do očí a naléhavá touha po plném doznání pravdy nás donutila k vyznání, jež si nežádalo slov, nezměrného neštětí, jež nás drtilo. Slzami a vzdechy jsem zpečetili slib patřit pouze jeden druhému.“
Znovu se však setkali až v červnu 1864, kdy král Ludvík II. urovnal všechny Wagnerovy dluhy a přislíbil mu sponzorovat jeho další díla. Wagner vymohl pro von Bülowa angažmá v Mnichově a pozval jej i s rodinou k sobě (tehdy bydlel v Pelletově vile poblíž Starnberského jezera). Nejprve přijela Cosima s dětmi. Když o týden později přijel Hans, byli Wagner s Cosimou milenci. Cosima téměř okamžitě otěhotněla a její první dítě s Wagnerem, dcera Isolde, se narodila 10. dubna 1865 (pojmenována byla po hrdince Wagnerovy opery Tristan a Isolda, které měla premiéru téhož roku). Když se Wagner v říjnu 1864 odstěhoval do Mnichova, stala se Cosima jeho „sekretářkou“. Von Bülow a děti se ubytovali v blízkém domě, ale ona trávila většinu času u Wagnera. To vyvolalo skandál, který spolu s Wagnerovými neobratnými pokusy o zásahy do bavorské politiky vedly k Wagnerovu nedobrovolnému odjezdu z Mnichova.

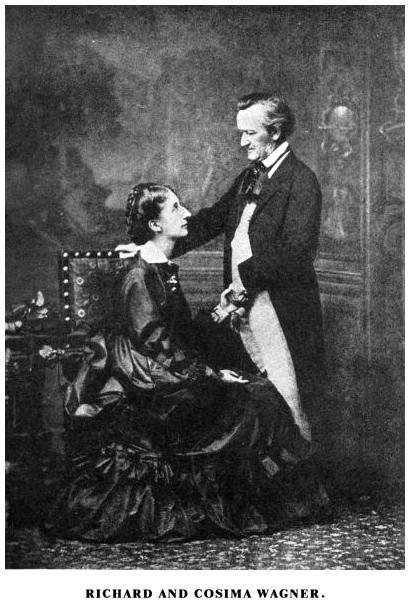
Richard a Cosima Wagnerovi ve Vídni (květen 1872)

V roce 1866 se Wagner usídlil ve vile v osadě Tribschen ve Švýcarsku na pobřeží Lucernského jezera, financované králem Ludvíkem. Wagnerova první žena Minna, se kterou skladatel již roky nežil, zemřela na srdeční nemoc v lednu 1866. Cosima následovala Wagnera do Tribschenu v dubnu téhož roku, což vyvolalo v mnichovském tisku obnovené spekulace o povaze jejich vztahu, zvláště když Cosima v létě znovu otěhotněla. Wagner a Cosima dokonce přiměli Ludvíka, aby v tisku uveřejnil prohlášení vyvracející pověsti o jejich vztahu jako pomluvy. Cosimina další dcera Eva (podle postavy z tehdy dokončených Mistrů pěvců norimberských) se narodila v únoru 1867 a v dubnu téhož roku se Cosima vrátila do Mnichova k von Bülowovi. Po premiéře Mistrů pěvců norimberských v červnu 1868, dirigovaných von Bülowem, odjeli Wagner a Cosima v září z Mnichova na dovolenou do Itálie. Během italského pobytu požádala Cosima von Bülowa o rozvod. Byla nyní znovu těhotná a Wagnerovým třetím dítětem a jediným synem, Siegfriedem Wagnerem. (Jeho jméno je i jménem hrdiny z Prstenu Nibelungova, na kterém tehdy Wagner pracoval.) Siegfried byl jediné dítě, které Wagner úředně uznal za své; Isolde a Eva zůstaly oficiálně dětmi Hanse von Bülow. V listopadu 1868 se Cosima s Wagnerem trvale přestěhovali do Tribschenu i se svými dětmi, Isoldou a Evou. Ačkoli měla často výčitky svědomí kvůli tomu, co Hansi Bülowovi učinila, nikdy se k němu nevrátila a zůstala Wagnerovou družkou až do jeho smrti roku 1883.
V červnu 1869 Cosima porodila Siegfrieda a von Bülow už nemohl předstírat, že jeho manželství může být zachráněno. Napsal Wagnerovi „Tak tomu musí být.“ Avšak Cosimino příslušenství k římskokatolické církvi bylo závažnou překážkou rozvodu a nového manželství. Její otec Franz Liszt, který v této době přijal nižší kněžské svěcení, byl nyní v církvi velmi angažován. Teprve poté, co Cosima konvertovala k protestantismu, mohlo být její manželství s Bülowem rozvedeno dne 18. července 1870. Cosima a Wagner byly konečně oddáni 25. srpna 1870 v Lucernu.
Dne 25. prosince 1870, kdy slavila své narozeniny, Cosimu probudila hudba. Zapsala si tuto událost do deníku: „Když jsem procitla, slyšela jsem zvuk, čím dále hlasitější, už jsem se nemohla domnívat, že sním, hrála hudba, a jaká hudba! Poté, co utichla, přišel ke mně Richard se všemi pěti dětmi a položil mi do rukou partituru své „symfonické narozeninové zdravice“. Tonula jsem v slzách, ale nejen já, ale celá domácnost; Richard rozestavil orchestr na schodech a tím vysvětili náš Tribschen navždy! Tribschenská idyla - tak se ta skladba jmenuje!“ To bylo památné první provedení komorní skladby později nazvané Siegfried-Idyll.
V letech 1869 až 1883 vedla Cosima podrobný deník každodenního života s Wagnerem. Nebyl určen k tisku, ale nebyl ani ryze osobní; měl sloužit jako památka a také jako výchovný vzor Cosiminým dětem. Zveřejněn byl až v letech 1976-77. Vedle toho pomáhala Cosima Wagnerovi napsat jeho vlastní životopis Mein Leben (Můj život), který jí skladatel nadiktoval. Cosimin deník často odhaluje míru oddanosti, kterou pociťovala k Wagnerovi, a odstup, se kterým se dívala na své rodiče. Také ale ukazují, že sdílela, a to v koncentrované podobě, antisemitismus svého manžela.
Po Wagnerově boku zažila výstavbu Festivalového divadla v Bayreuthu i jejich společného domova, vily Wahnfried, založení Hudebních slavností v Bayreuthu, první představení celého Prstenu Nibelungova a nakonec slavnosti roku 1882 s premiérou Parsifala. Během tohoto období se Wagnerovo zdraví postupně zhoršovalo, zejména se množily jeho srdeční problémy, a Cosima jej musela často ošetřovat. Měli spolu ovšem často spory. Ze zdravotních důvodů trávili většinu doby mimo Bayreuth, zejména v Itálii. Dne 13. února 1883 Wagner podlehl infarktu myokardu v době pobytu v Benátkách. Jsou zprávy, že se tak stalo po manželské hádce. Jejich syn Siegfried později vzpomínal na okolnosti Wagnerovy smrti a Cosiminu reakci: „Komorní přinesla zprávu, že se otci udělalo nevolno. Nikdy nezapomenu pohled na matku, jak se vyřítila dveřmi. Vyjadřoval sílu nejvášnivější úzkosti, a ona vrazila do pootevřených dveří tak prudce, že je téměř rozlomila.“ Poslední záznam v Cosimině deníku je datován večer před Wagnerovou smrtí, poté v záznamech nepokračovala. Cosima seděla u Wagnerova mrtvého těla po 25 hodin, poté odmítala jíst po čtyři dny. Vzmužil ji teprve telegram Hanse Bülowa: „Soeur, il faut vivre.“ („Sestro, je třeba žíti.“) Cosima se nechala ostříhat a své vlasy vložila do polštáře, který položila na Wagnerovo tělo. Po pohřbu se Cosima vrhla na rakev do otevřeného hrobu a zůstala na ní ležet, dokud ji Siegfried nevyzvedl.

## První dáma Bayreuthu

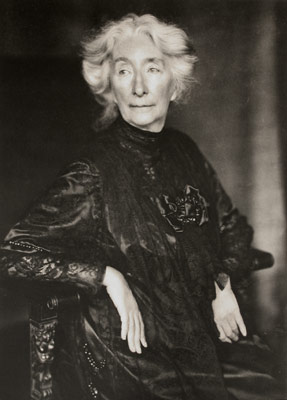
Cosima Wagnerová v roce 1905

I přes Wagnerovu smrt pokračovaly Hudební slavnosti v Bayreuthu v létě roku 1883 dvanácti představeními Parsifala se stejným obsazením a připravenými stejnými spolupracovníky jako o rok dříve; ale bez jediné autoritativní osobnosti nastaly brzy obtíže. V roce 1884 se Cosima vynořila ze svého dobrovolného odloučení a začala řídit zkoušky, nejprve prostě pomocí písemných poznámek, které zasílala umělcům, od další sezóny pak již přímo. Přes mnoho nedůvěry a námitek proti její údajné nezpůsobilosti k tomuto úkolu řídila festival pevnou rukou po dalších 23 let a nepochybně zachránila Wagnerovu festivalovou vizi před nebezpečím, že upadne v zapomnění.
Cosima řídila Hudební slavnosti v Bayreuthu do sezóny 1906; v prosinci uvedeného roku po sérii srdečních záchvatů (Adamsův–Stokesův záchvat) a na doporučení lékaře odešla na odpočinek. Během jejího vedení se konalo celkově 15 hudebních slavností. Vedle dalšího provádění Parsifala postupně uvedla na jeviště ostatních devět Wagnerových zralých oper, které nyní tvoří tzv. bayreuthský kánon (Bludný Holanďan, Tannhäuser, Lohengrin, Tristan a Isolda, Mistři pěvci norimberští a Prsten Nibelungův) a zvýšila počet představení v průběhu každé sezóny na 20. Po dobu své činnosti trvala na zachování inscenací Prstenu Nibelungova a Parsifala do podrobností tak, jak byly provedeny o své bayreuthské premiéře, a i u ostatních oper se snažila pokud možno rekonstruovat ideální představu samotného Wagnera. Její syn Siegfried, který v roce 1907 vedení festivalu převzal, v tomto tuhém „bayreuthském stylu“ pokračoval až do začátku první světové války, kdy byly slavnosti pozastaveny. Po znovuotevření roku 1924 pokračovaly pod vedením Siegfrieda v mírně modernizujícím duchu do jeho a Cosiminy smrti roku 1930.
Cosima zemřela 1. dubna 1930 ve věku 92 let v Bayreuthu ve vile Wahnfried. Její tělo bylo pohřbeno vedle těla Richarda Wagnera na zahradě vily.

## Bayreuthské hudební slavnosti za Cosimy

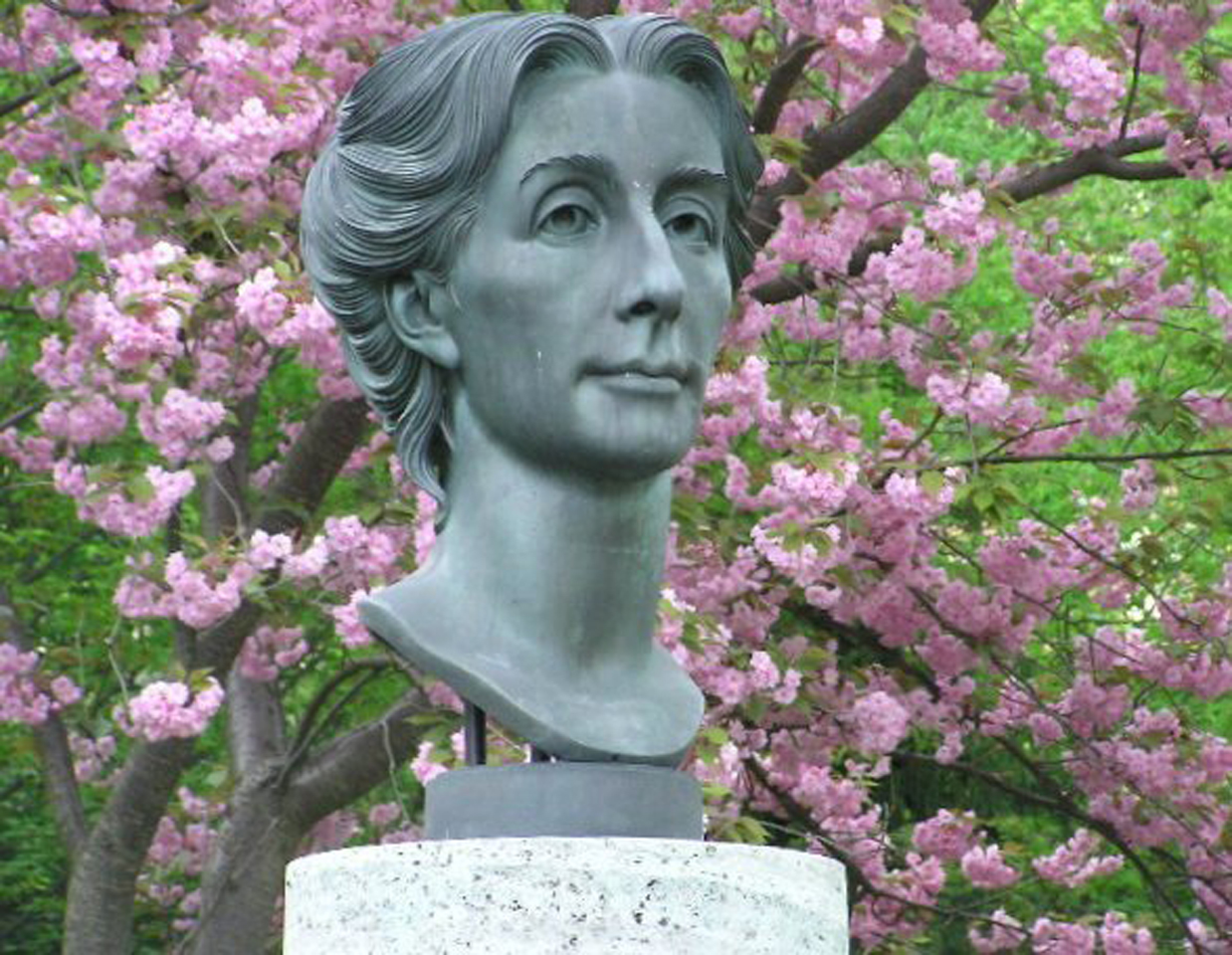
Cosima Wagnerová - busta Arno Brekera v zahradách Festivalového divadla v Bayreuthu

Cosiminy inscenace pokračovaly v naturalistickém duchu poloviny 19. století, ale výsledkem doslovného dodržování všech skladatelových jevištních pokynů, používání plochých malovaných kulis a jen malého počtu rekvizit byl jevištní realismus, který v důsledku pomíjel vnitřní smysl a univerzalismus dramat. V roce 1889 ji Bernard Shaw nazval „hlavním upomínatelem“ („chief remembrancer“). Symboličtější nebo abstraktnější výpravu navrhovanou Adolphem Appiou Cosima odmítala v přesvědčení, že Wagnerovy vlastní produkce neponechávaly prostor k nalézání nového ve výpravě a režii, jen je třeba zdokonalit detaily. Mylnost tohoto pohledu se stala patrnější se zavedením plného elektrického osvětlení před slavnostmi v roce 1888. (Elektřina byla využívána i dříve, ale jen jako bodové světlo, například u jízdy valkýr a pro Grál.) Dříve byla scéna osvětlena tisíci malými plynovými lampami, jejichž mihotání mohlo kulisám dodat zdání pohybu a života. Nové elektrické osvětlení sice umožňovalo dosud nevídané světelné efekty, bezprostřední účinek však mělo jiný: odhalilo opotřebovanost a umělost ploché scénické výpravy. Je však třeba uznat, že v prvních letech po Wagnerově smrti, kdy prodej vstupenek vázl a divadlo bývalo poloprázdné, by avantgardní výprava pravděpodobně ohrozila finanční životaschopnost festivalu. Teprve od roku 1891 byla místa pravidelně vyprodána a slavnosti získaly pevné místo v evropském kulturním kalendáři.
Kladnou stránkou Cosiminy režie bylo, že díla byla inscenována bez škrtů a po důkladné přípravě a dosud převládající histriónství vlastní operním pěvcům bylo nahrazeno skutečným herectvím a úsporností gest. Zpěváci už nesměli zpívat své árie z rampy k publiku; naopak měli se chovat vždy tak, jak by se na daném místě chovala reálná postava, např. zpívat ke svým partnerům v dialogu. Cosima rovněž (ve Wagnerově duchu) trvala na zřetelné výslovnosti a co největším dramatickém výrazu zpívaného slova, dokonce po zpěvácích požadovala, aby při přípravných zkouškách text namísto zpěvu recitovali. Partiturou předepsané délky not a dynamika byly důsledně dodržovány, ale přirozené vibrato, portamento a legato se při zpěvu staly vedlejší věcí, což vedlo k tzv. „bayreuthskému štěkotu“; melodie byla podřízena dramatu, spontánnost metodě. Tvrdě vyslovované samohlásky, výrazné v němčině (a zvláště v aliterovaném libretu Prstenu Nibelungova), byly zdůrazňovány na úkor samohlásek nesoucích melodii. Dobré i špatné příklady pěveckého stylu za Cosiminy éry si lze poslechnout na dobových nahrávkách.
Řada známých osobností hudebního světa zavítala za Cosiminy éry do Bayreuthu, hlavně aby viděly Parsifala, na nějž tehdy mělo Festivalové divadlo výhradní právo (alespoň v Evropě), a nasály zdejší kvazináboženské ovzduší: Bartók, Bruckner, Busoni, Chabrier, Cortot, Debussy, Delius, Dukas, Elgar, Fauré, Humperdinck, Mahler, Massenet, Puccini, Rachmaninov, Reger, Rimskij-Korsakov, Sibelius, Richard Strauss, Sullivan, Vaughan Williams, Webern a Wolf.